# Naturalny model stosowania prawa
Naturalny model stosowania prawa - przejawia podobieństwo do argumentacyjnego modelu stosowania prawa. Różni go od niego to, że argumenty (czynniki), jakie można podnieść (na jakie można wskazać) na rzecz przypisania danemu stanowi faktycznemu takich, a nie innych skutków prawnych, są w nim brane bardziej za informacje, jakie mogą się przyczynić do podjęcia optymalnej decyzji przez osobę stosującą prawo, aniżeli coś, co ma w jakiś sposób wiązać taką osobę.
Pierwszorzędnym celem jest tu otrzymania najlepszego albo moralnie uzasadnionego (słusznego, sprawiedliwego) lub rozsądnego rezultatu, a nie bycie związanym jakimiś analogiami, argumentami, regułami lub zasadami. 